# Kleonymos (Athen)
Kleonymos (Κλεώνυμος) war ein athenischer Politiker zur Zeit des Peloponnesischen Krieges. Er war die Zielscheibe des Spotts der griechischen Komödie, ist aber nur etwa ein Jahrzehnt lang (von 426 bis 415 v. Chr.) nachweisbar.

## Leben
Die erste bekannte Nachricht von Kleonymos stammt vom Juli 426 v. Chr., als er das zweite Dekret zugunsten von Methone in Thrakien beantragte. 426/425 v. Chr. stellte er den weiteren Antrag, die Tribute des Attischen Seebundes zu erhöhen. 415 v. Chr. trat er sehr aktiv für Ermittlungen im Hermenfrevel ein und konnte durchsetzen, dass Denunzianten mit 1000 Drachmen belohnt wurden.
Zeitgenössische Dichter der griechischen Komödie, insbesondere Aristophanes, verspotteten Kleonymos sehr oft. Aufgrund der Heftigkeit und Häufigkeit der Attacken in den Komödien dürfte Kleonymos ein wesentlicher Repräsentant der demokratischen Partei Athens gewesen sein. Aristophanes charakterisiert ihn als groß, dick, schlemmerisch und angeberisch; außerdem soll er ein Geizhals, Betrüger und Feigling gewesen sein. Öfters verwendet der Dichter zur Erzielung eines humoristischen Effekts das Motiv, dass Kleonymos bei einem Kampf – vermutlich bei der Niederlage von Delion 424 v. Chr. – seinen Schild weggeworfen habe. Es ist nicht feststellbar, inwieweit diese Angriffe zutreffen; wahrscheinlich enthält die Darstellung des Aristophanes aber auch starke Übertreibungen. Dieser Dichter erwähnt Kleonymos zum letzten Mal 414 v. Chr. in seiner Komödie Die Vögel. Daher dürfte sich der kritisierte Politiker damals entweder aus der Politik zurückzogen haben oder gestorben sein.